# Емір Мкадемі
Емір Мкадемі (араб. أمير مقادمي, нар. 20 серпня 1978, м. Туніс) — туніський футболіст, що грав на позиції захисника.
Виступав, зокрема, за клуби «Етюаль дю Сахель» та «Есперанс», а також національну збірну Тунісу.

## Клубна кар'єра
У дорослому футболі дебютував 1998 року виступами за команду клубу «Етюаль дю Сахель», в якій провів п'ять сезонів.
Своєю грою за цю команду привернув увагу представників тренерського штабу клубу «Есперанс», до складу якого приєднався 2003 року. Відіграв за команду зі столиці Тунісу наступні два сезони своєї ігрової кар'єри. В новому клубі був серед найкращих голеодорів, відзначаючись забитим голом в середньому щонайменше у кожній третій грі чемпіонату.
Згодом з 2005 по 2007 рік грав у складі команд клубів «Себатспор», «Карван» та «Бізертен».
Завершив професійну ігрову кар'єру у клубі «Ітесалат», за команду якого виступав протягом 2007—2008 років.

## Виступи за збірну
У 2000 році дебютував в офіційних матчах у складі національної збірної Тунісу. Протягом кар'єри у національній команді, яка тривала усього 3 роки, провів у формі головної команди країни 7 матчів.
У складі збірної був учасником чемпіонату світу 2002 року в Японії і Південній Кореї, Кубка африканських націй 2002 року у Малі.